# Rote Liste gefährdeter Libellen Japans
Diese Rote Liste gefährdeter Libellen Japans ist ein Ausschnitt der durch das Japanische Umweltministerium veröffentlichten Roten Liste gefährdeter Insekten Japans. Andere untersuchte Wildtier- und Pflanzenarten werden ebenfalls in separaten Listen veröffentlicht und in der Roten Liste gefährdeter Arten Japans zusammengefasst. Die Unterkategorien sind für die Tierarten Säugetiere, Vögel, Amphibien, Reptilien, Brack-/Süßwasserfische, Insekten, Land-/Süßwassermollusken und andere wirbellose Tiere, sowie für die Pflanzenarten Gefäßpflanzen, Moos, Algen, Flechten und Pilze.
Die Gesamtüberprüfung der gefährdeten Arten wird ungefähr alle fünf Jahre durchgeführt. Ab 2015 werden Arten deren Gefährdungskategorie aufgrund einer Verschlechterung des Lebensraums oder ähnlichem erneut untersucht werden müssen, jederzeit nach Bedarf einzeln überarbeitet. Die letzte überarbeitete Ausgabe ist die Rote Liste 2020. Dabei gibt es in Japan mehr als 32.000 Insektenarten zu untersuchen und in Gefährdungskategorien zu unterteilen. Die in Japan gefährdeten Libellenarten sind im Folgenden aufgelistet. Die Gefährdungskategorien entsprechen dabei nicht der internationalen Einstufung der IUCN.
| Jahr | EX | EW | CR | EN | VU | NT | DD | Gesamtzahl | LP |
| ---- | -- | -- | -- | -- | -- | -- | -- | ---------- | -- |
| 2020 | 0  | 0  | 5  | 11 | 13 | 27 | 0  | 56         | 0  |

## Vom Aussterben bedroht (CR)
5 Arten:

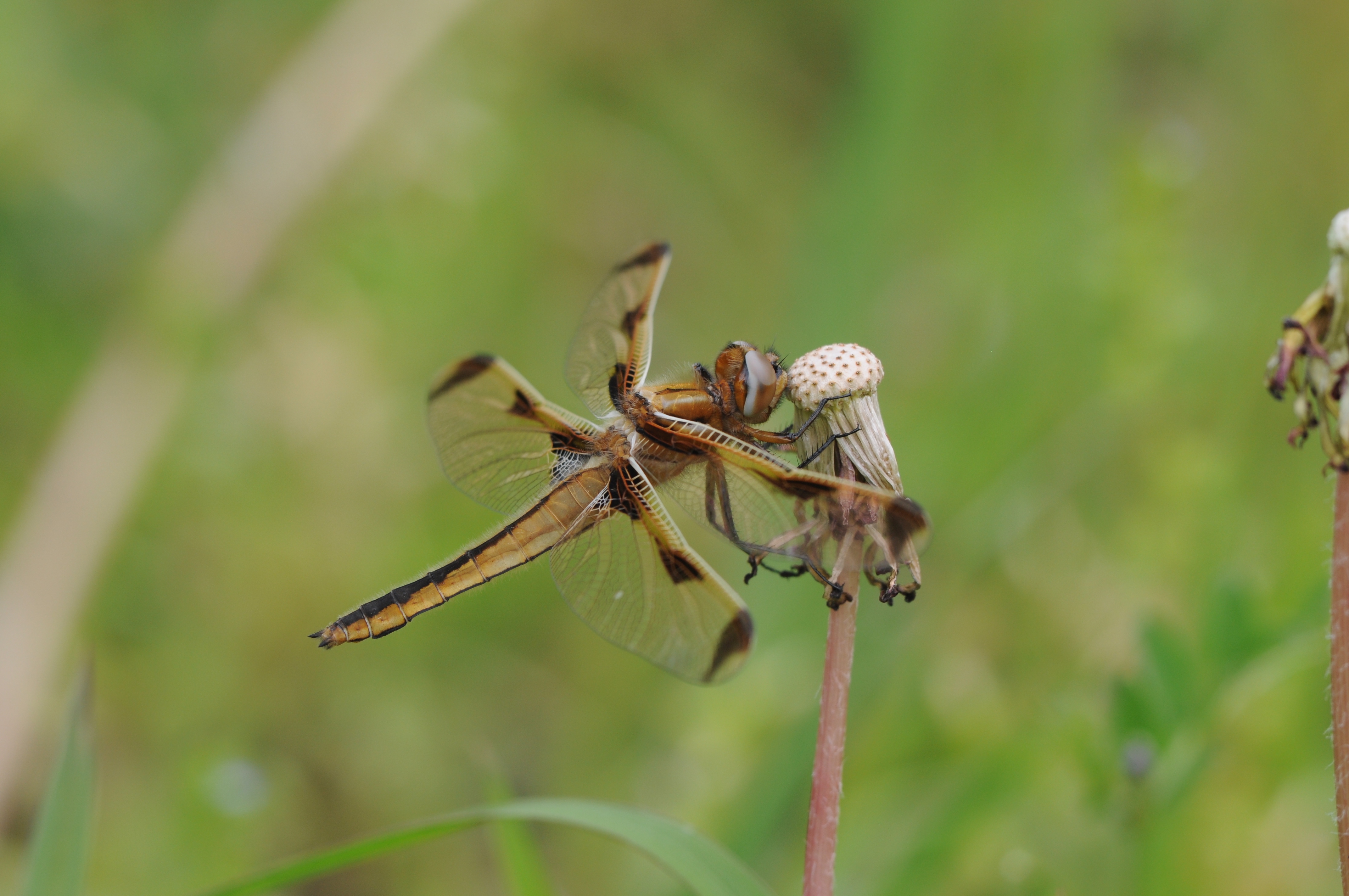
Libellula angelina

- Erythromma humerale, jap. アカメイトトンボ
- Indolestes boninensis, jap. オガサワラアオイトトンボ
- Hemicordulia ogasawarensis, jap. オガサワラトンボ
- Libellula angelina, jap. ベッコウトンボ
- Orthetrum poecilops, jap. ミヤジマトンボ

## Stark gefährdet (EN)
11 Arten:

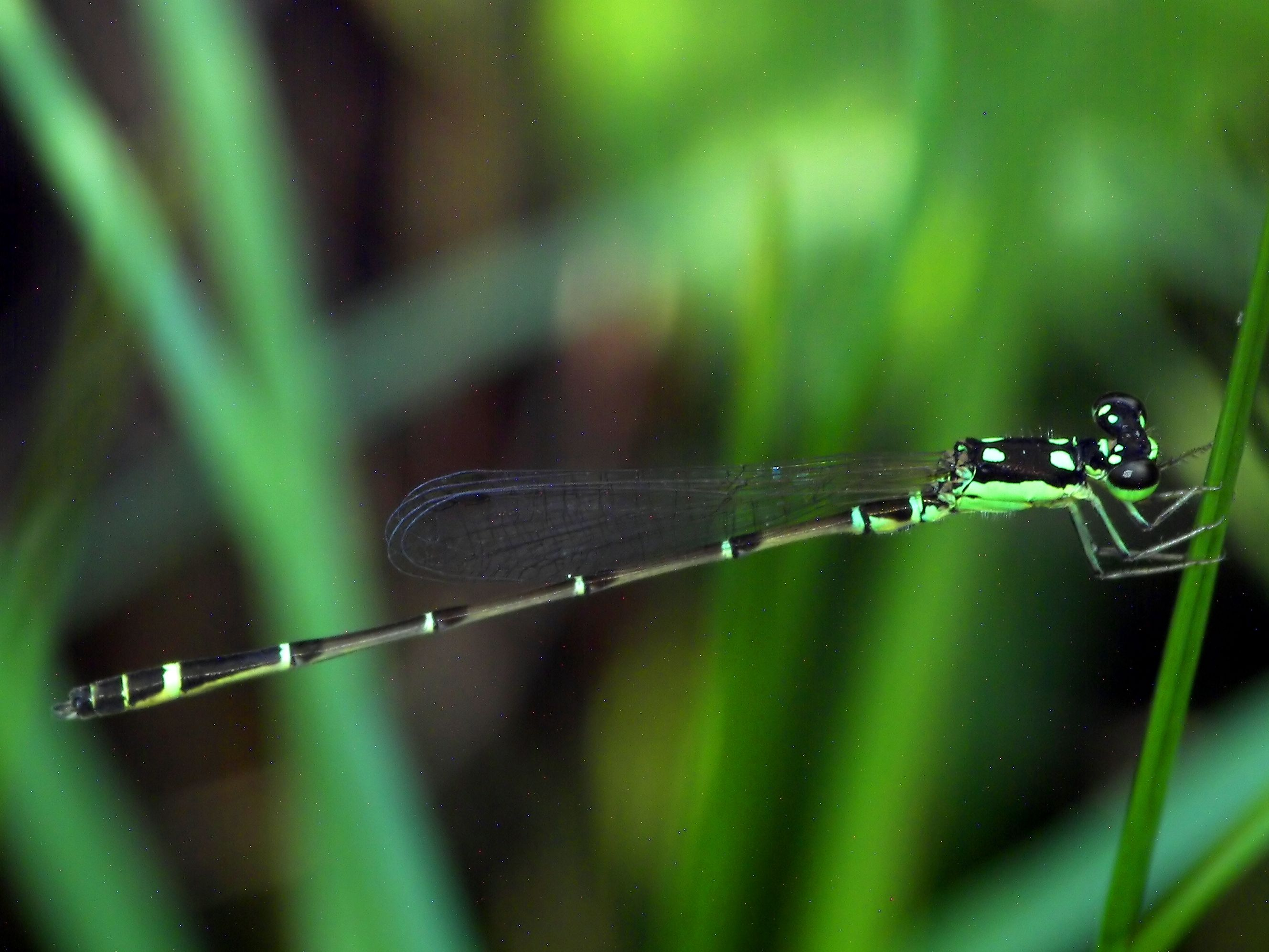
Mortonagrion hirosei

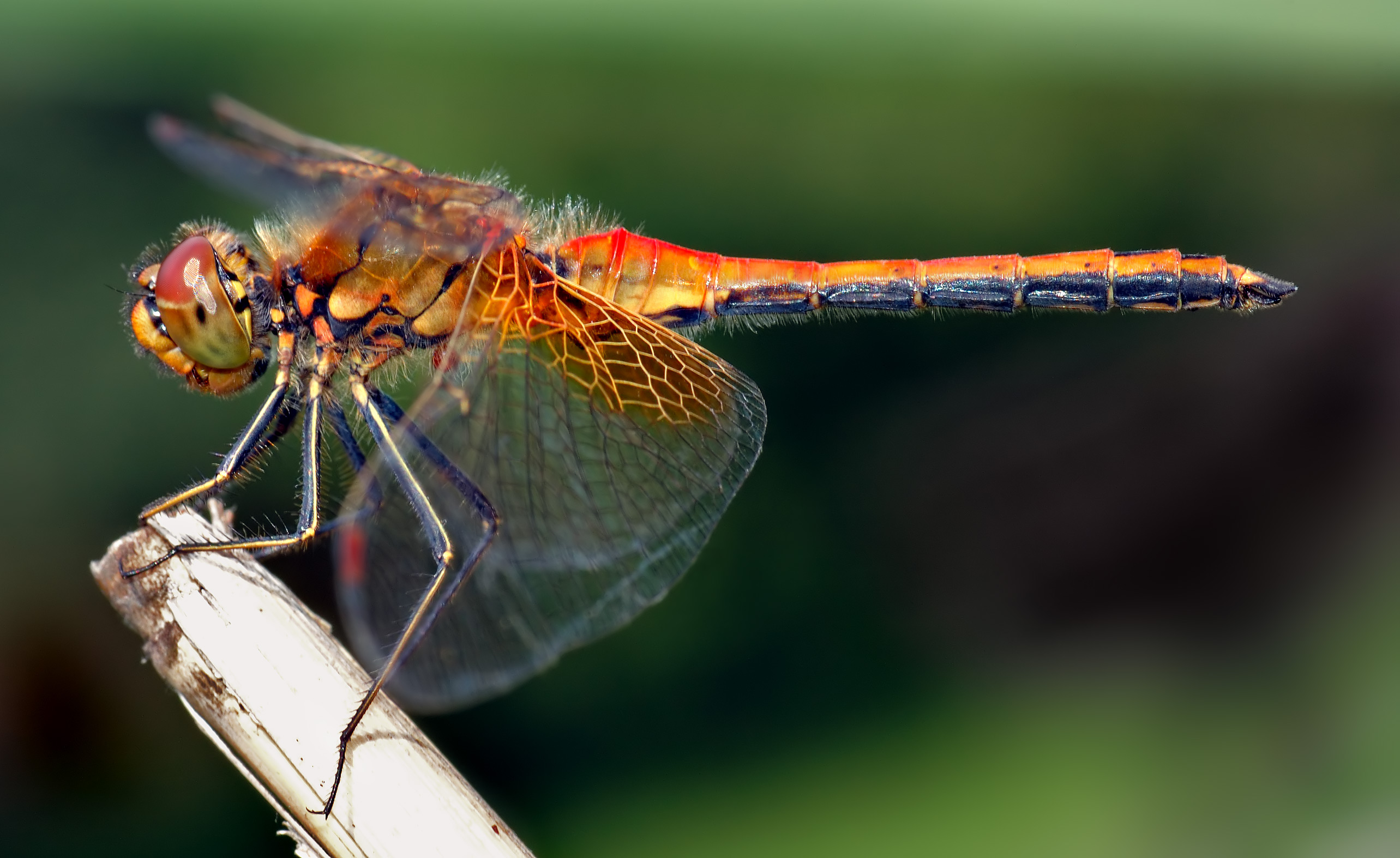
Gefleckte Heidelibelle

- Mortonagrion hirosei, jap. ヒヌマイトトンボ
- Paracercion plagiosum, jap. オオセスジイトトンボ
- Copera tokyoensis, jap. オオモノサシトンボ
- Lestes japonicus, jap. コバネアオイトトンボ
- Rhinocypha ogasawarensis, jap. ハナダカトンボ
- Anaciaeschna jaspidea, jap. トビイロヤンマ
- Rhyothemis severini, jap. ハネナガチョウトンボ
- Gefleckte Heidelibelle (Unterart Sympetrum flaveolum flaveolum, jap. エゾアカネ)
- Sympetrum maculatum, jap. マダラナニワトンボ
- Sympetrum uniforme, jap. オオキトンボ
- Zyxomma obtusum, jap. コフキオオメトンボ

## Gefährdet (VU)
13 Arten:

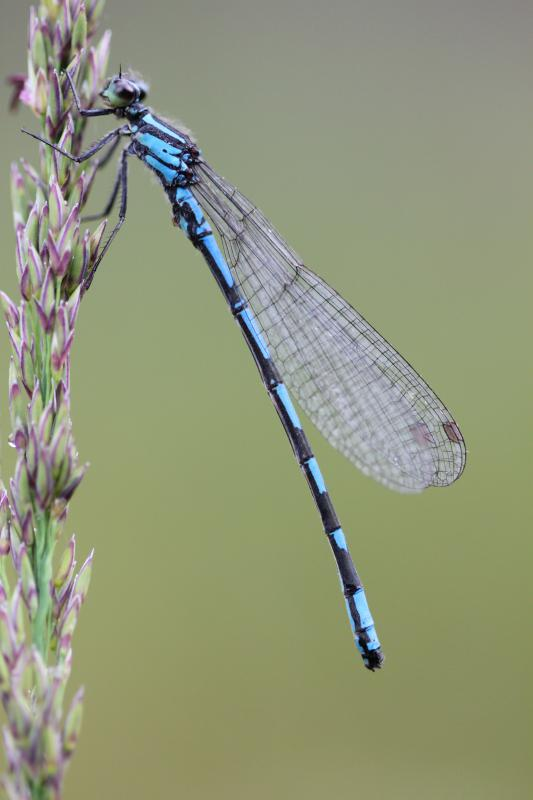
Bileks Azurjungfer

- Bileks Azurjungfer (Coenagrion hylas, jap. カラフトイトトンボ)
- Ischnura ezoin, jap. オガサワライトトンボ
- Pseudagrion microcephalum, jap. アオナガイトトンボ
- Stylurus annulatus, jap. オオサカサナエ
- Stylurus nagoyanus, jap. ナゴヤサナエ
- Stylurus oculatus, jap. メガネサナエ
- Chlorogomphus brunneus keramensis, jap. アサトカラスヤンマ
- Chlorogomphus okinawensis, jap. オキナワミナミヤンマ
- Hemicordulia mindana nipponica, jap. ミナミトンボ
- Macromidia ishidai, jap. サキシマヤマトンボ
- Somatochlora clavata, jap. ハネビロエゾトンボ
- Boninthemis insularis, jap. シマアカネ
- Sympetrum gracile, jap. ナニワトンボ

## Potentiell gefährdet (NT)
27 Arten:

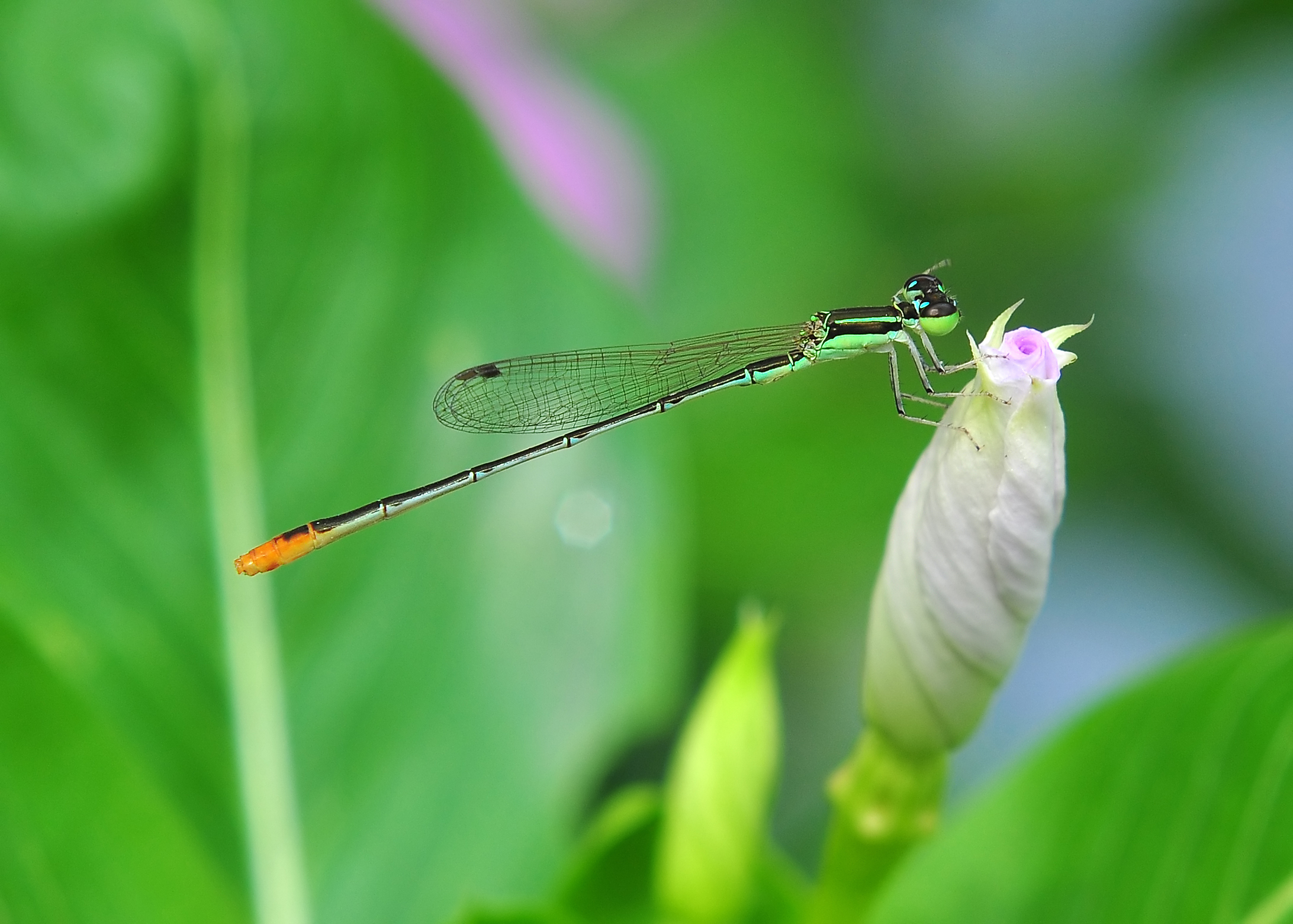
Agriocnemis pygmaea (Männchen)

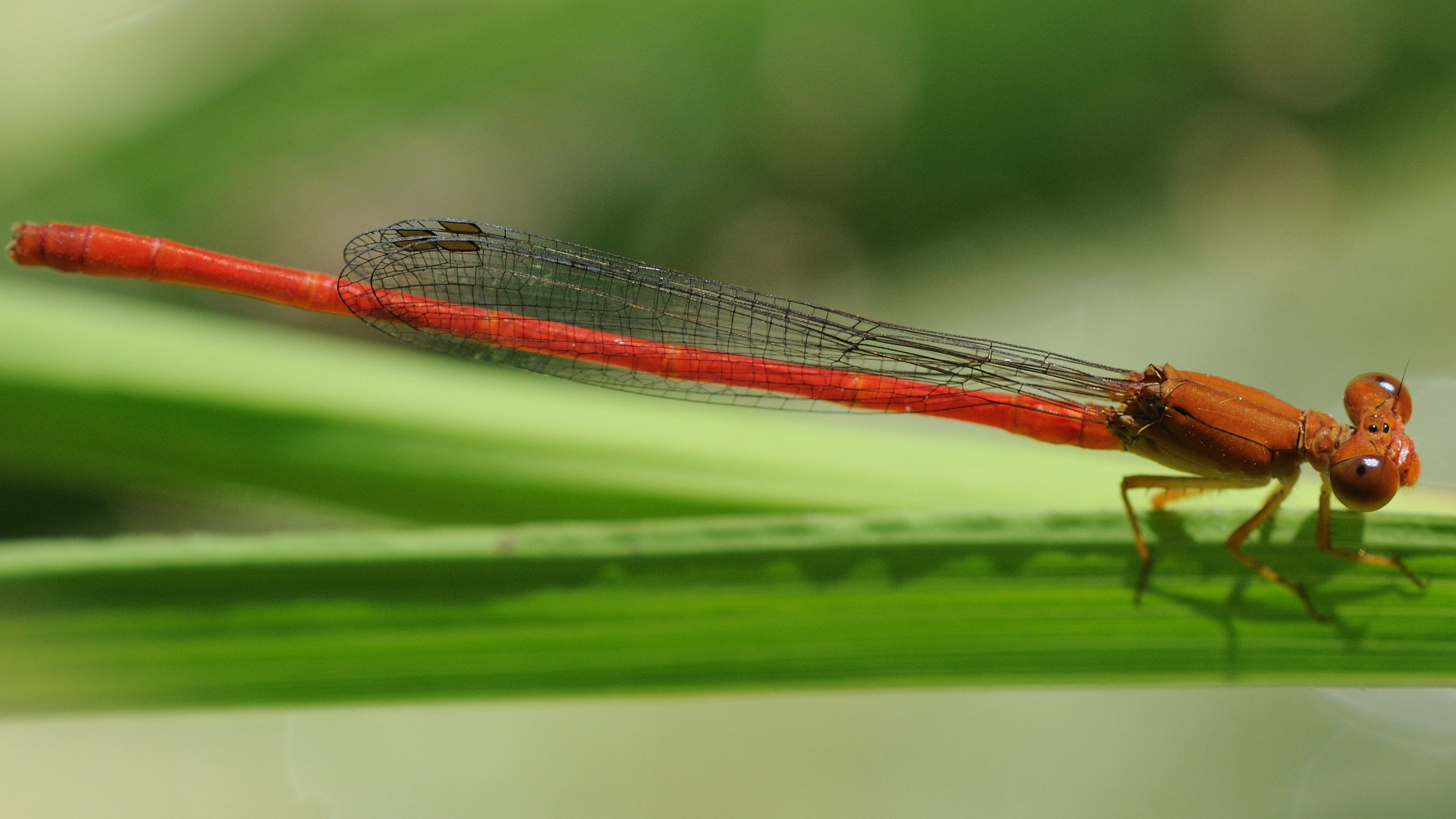
Ceriagrion nipponicum (Männchen)

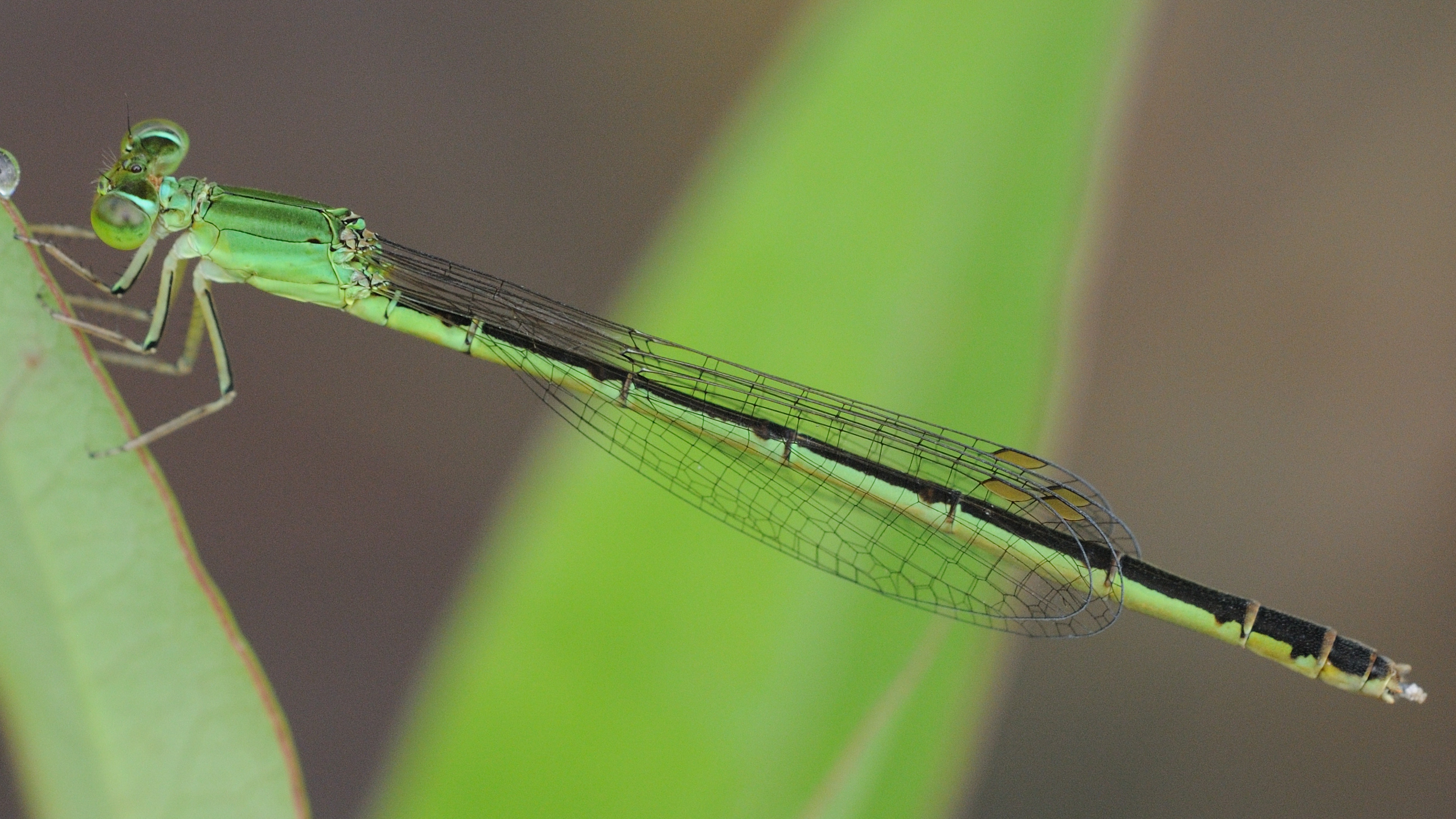
Mortonagrion selenion (Weibchen)

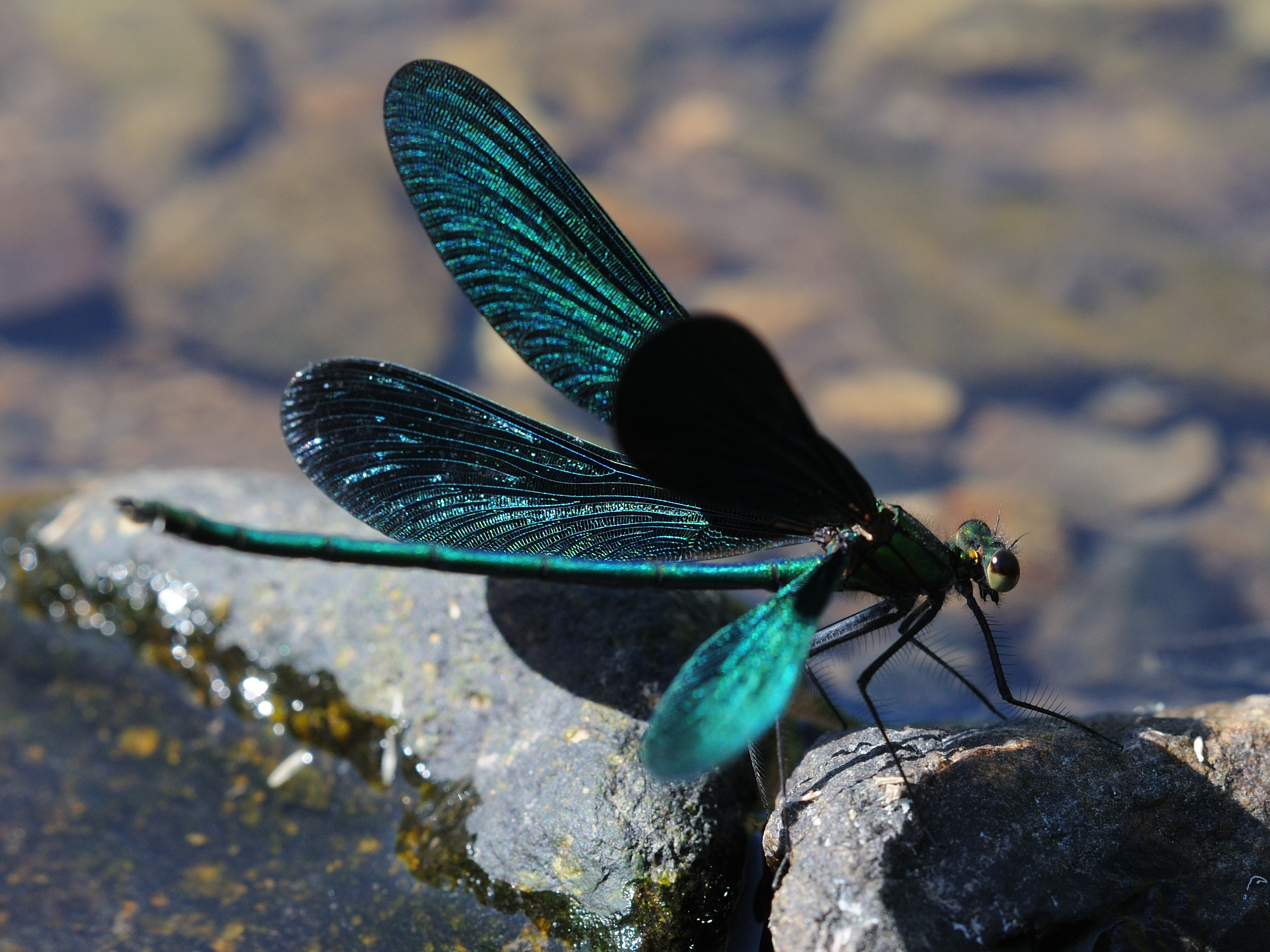
Calopteryx japonica (Männchen)

- Agriocnemis pygmaea, jap. ヒメイトトンボ
- Ceriagrion nipponicum, jap. ベニイトトンボ
- Ischnura aurora aurora, jap. キバライトトンボ
- Mortonagrion selenion, jap. モートンイトトンボ
- Platycnemis foliacea sasakii, jap. グンバイトンボ
- Calopteryx japonica, jap. アオハダトンボ
- Asiagomphus amamiensis amamiensis, jap. アマミサナエ
- Asiagomphus amamiensis okinawanus, jap. オキナワサナエ
- Asiagomphus pryeri, jap. キイロサナエ
- Asiagomphus yayeyamensis, jap. ヤエヤマサナエ
- Trigomphus citimus tabei, jap. タベサナエ
- Trigomphus interruptus, jap. フタスジサナエ
- Trigomphus ogumai, jap. オグマサナエ
- Chlorogomphus iriomotensis, jap. イリオモテミナミヤンマ
- Aeschna mixta soneharai, jap. マダラヤンマ
- Aeschna subarctica subarctica, jap. イイジマルリボシヤンマ
- Aeschnophlebia anisoptera, jap. ネアカヨシヤンマ
- Aeschnophlebia longistigma, jap. アオヤンマ
- Planaeschna ishigakiana ishigakiana, jap. イシガキヤンマ
- Planaeschna ishigakiana nagaminei, jap. アマミヤンマ
- Sarasaeschna kunigamiensis, jap. オキナワサラサヤンマ
- Macromia daimoji, jap. キイロヤマトンボ
- Macromia kubokaiya, jap. オキナワコヤマトンボ
- Macromia urania, jap. ヒナヤマトンボ
- Diplacodes bipunctatus, jap. ベニヒメトンボ
- Leucorrhinia intermedia ijimai, jap. エゾカオジロトンボ
- Orthetrum internum, jap. タイワンシオヤトンボ

## Lokal gefährdete Population (LP)
1 Art:

- Mnais pruinosa, jap. シロバネカワトンボ und アサヒナカワトンボ: Boso-Halbinsel